# Neoneura anaclara
Neoneura anaclara är en trollsländeart som beskrevs av Machado 2005. Neoneura anaclara ingår i släktet Neoneura och familjen Protoneuridae. Inga underarter finns listade i Catalogue of Life.